# Gradacja (literatura)
Gradacja – figura stylistyczna; polega na uszeregowaniu słów lub sformułowań według tego, jak się nasila lub słabnie ich intensywność znaczeniowa lub ekspresywna; wyróżniamy gradację rosnącą oraz opadającą. Inna nazwa tego środka to stopniowanie. Gradacja była typowa dla poetyki baroku:
Przykład gradacji rosnącej:

Twe oczy, skąd Kupido na wsze ziemskie kraje,

Córo możnego króla, harde prawa daje,

Nie oczy, lecz pochodnie dwie nielitościwe,

Które palą na popiół serca nieszczęśliwe.

Nie pochodnie, lecz gwiazdy, których jasne zorze

Błagają nagłym wiatrem rozgniewane morze.

Nie gwiazdy, ale słońca, pałające różno,

Których blask śmiertelnemu oku pojąć próżno.

Nie słońca, ale nieba...

Gradację rosnącą określa się terminem klimax, a gradację opadającą terminem antyklimax lub antygradacja.